# Bank Spółdzielczy w Grybowie
Bank Spółdzielczy w Grybowie – bank spółdzielczy z siedzibą w Grybowie w Polsce. Bank zrzeszony jest w Banku Polskiej Spółdzielczości S.A.

## Historia
Bank został zarejestrowany w 1876 i rozpoczął działalność 19 kwietnia 1877 pod nazwą Towarzystwo Zaliczkowe w Grybowie. Założycielami i organizatorami Towarzystwa byli właściciel grybowskiej apteki mgr farmacji Karol Tulszycki (został on pierwszym prezesem Towarzystwa) i ówczesny burmistrz Grybowa dr Adam Jakubowski, lekarz kolejowy. Poza nimi do Towarzystwa przystąpiło 35 członków, głównie właścicieli ziemskich.
W latach 1905–1909 Towarzystwo wybudowało budynek przeznaczony pod swoją działalność.
Podczas II wojny światowej Towarzystwo nie zaprzestało działalności. W 1943 roku zmieniło nazwę na Bank Spółdzielczy im. dr Stefczyka w Grybowie.
W 1948 komuniści reformą bankową znacjonalizowali banki spółdzielcze, w tym i grybowski. Rok później włączono do niego Kasy Stefczyka działające w okolicznych miejscowościach. W latach 1950–1956 ograniczono działalność banku przekształconego w Gminną Kasę Spółdzielczą w Grybowie. W 1975 bank uzyskał obecną nazwę. Od tego roku przymusowo zrzeszony był w Banku Gospodarki Żywnościowej. Socjalistyczne ustawy ograniczały możliwość rozwoju i samodzielność banków spółdzielczych m.in. przez wysoką stopę podatku dochodowego, sztywne taryfikatory płac, stosowanie sztywnych stóp procentowych od kredytów i depozytów. Rozwój mógł nastąpić po odrzuceniu w Polsce gospodarki komunistycznej.
W 1992 Bank Spółdzielczy w Grybowie był wśród założycieli Banku Unii Gospodarczej, który został nowym bankiem zrzeszającym dla grybowskiego BS. W 1999 przeniósł się on do Małopolskiego Banku Regionalnego w Krakowie, który w 2002 wszedł w skład Banku Polskiej Spółdzielczości.
1 stycznia 2001 nastąpiło połączenie BS w Grybowie z bankami spółdzielczymi w Bobowej, Korzennej i Uściu Gorlickim. Spowodowane to było przez nowe wymogi Komisji Nadzoru Bankowego w zakresie wysokości zgromadzonych przez banki spółdzielcze kapitałów.
Obecnie BS w Grybowie zrzesza 6266 członków.

## Władze
W skład zarządu banku wchodzą:
- prezes zarządu
- 3 zastępców prezesa zarządu

Czynności nadzoru banku sprawuje 17-osobowa rada nadzorcza. Oddziały reprezentowane są w niej następująco:
- Grybów 5 członków
- Uście Gorlickie 4
- Bobowa 4
- Korzenna 4

## Placówki
- Centrala w Grybowie ul. Rynek 13
- oddziały:
  - Bobowa
  - Korzenna
  - Uście Gorlickie
- punkty kasowe:
  - Florynka
  - Grybów
  - Krużlowa Wyżna
  - Ptaszkowa
  - Stróże
  - Bobowa
  - Korzenna
  - Lipnica Wielka
  - Łęka
  - Ropa
  - Śnietnica